# Copyright Clearance Center
 (mai 2023).
La mise en forme du texte ne suit pas les recommandations de Wikipédia : il faut le « wikifier ».
Les points d'amélioration suivants sont les cas les plus fréquents. Le détail des points à revoir est peut-être précisé sur la page de discussion.
- Les titres sont pré-formatés par le logiciel. Ils ne sont ni en capitales, ni en gras.
- Le texte ne doit pas être écrit en capitales (les noms de famille non plus), ni en gras, ni en italique, ni en « petit »…
- Le gras n'est utilisé que pour surligner le titre de l'article dans l'introduction, une seule fois.
- L'italique est rarement utilisé : mots en langue étrangère, titres d'œuvres, noms de bateaux, etc.
- Les citations ne sont pas en italique mais en corps de texte normal. Elles sont entourées par des guillemets français : « et ».
- Les listes à puces sont à éviter, des paragraphes rédigés étant largement préférés. Les tableaux sont à réserver à la présentation de données structurées (résultats, etc.).
- Les appels de note de bas de page (petits chiffres en exposant, introduits par l'outil «  Source ») sont à placer entre la fin de phrase et le point final[comme ça].
- Les liens internes (vers d'autres articles de Wikipédia) sont à choisir avec parcimonie. Créez des liens vers des articles approfondissant le sujet. Les termes génériques sans rapport avec le sujet sont à éviter, ainsi que les répétitions de liens vers un même terme.
- Les liens externes sont à placer uniquement dans une section « Liens externes », à la fin de l'article. Ces liens sont à choisir avec parcimonie suivant les règles définies. Si un lien sert de source à l'article, son insertion dans le texte est à faire par les notes de bas de page.
- La présentation des références doit suivre les conventions bibliographiques. Il est recommandé d'utiliser les modèles {{Ouvrage}}, {{Chapitre}}, {{Article}}, {{Lien web}} et/ou {{Bibliographie}}. Le mode d'édition visuel peut mettre en forme automatiquement les références.
- Insérer une infobox (cadre d'informations à droite) n'est pas obligatoire pour parachever la mise en page.

Pour une aide détaillée, merci de consulter Aide:Wikification.
Si vous pensez que ces points ont été résolus, vous pouvez retirer ce bandeau et améliorer la mise en forme d'un autre article.
 (mai 2023).
Copyright Clearance Center (CCC) est une société américaine basée à Danvers, Massachusetts (bien qu'étant constituée dans l'État de New York), qui fournit des services collectifs de licence de droit d'auteur aux utilisateurs professionnels et universitaires de documents protégés par le droit d'auteur. Le CCC passe des accords avec les titulaires de droits, principalement des éditeurs universitaires. Il agit ensuite en tant qu'agent pour organiser des licences collectives pour les institutions et des licences uniques pour les services de livraison de documents, les recueils de cours et d'autres accès et utilisations de textes.

## Histoire
CCC a été fondée en 1978 en tant qu'organisation à but non lucratif en réponse aux négociations précédant la loi américaine sur le droit d'auteur de 1976. L'IRS a révoqué le statut d'exonération fiscale de CCC en 1982 et la Cour de l'impôt des États-Unis a affirmé que, tirant comme conclusions que quels que soient les avantages publics que les activités de CCC pourraient produire, son objectif principal était de « promouvoir l'intérêt économique des éditeurs et des titulaires de droits d'auteur » et de ses fondateurs (un groupe d'éditeurs) n'avait aucun "intérêt de quelque substance que ce soit au-delà de la création d'un dispositif pour protéger leur propriété du droit d'auteur et percevoir des droits de licence". CCC maintient toujours un statut à but non lucratif au niveau de l'État dans l'État de New York, mais à des fins fédérales, elle est une société à but lucratif.

## Travaux de licence
CCC est un courtier de licences, gagnant une commission de 15% sur les frais qu'il perçoit. La société transfère plus de 70 % de ses revenus aux éditeurs sous la forme de paiements de redevances aux titulaires de droits et 30 % supplémentaires sont conservés par la société à titre de rémunération pour ses services.
CCC est un courtier en droits basé principalement aux États-Unis pour des documents, y compris des millions de livres, revues, journaux, magazines, films, émissions de télévision, images, blogs et livres électroniques, disponibles ou épuisés. CCC octroie des licences de contenu protégé par le droit d'auteur aux entreprises et aux établissements universitaires, et indemnise les éditeurs et les créateurs de contenu pour l'utilisation de leurs œuvres. RightsDirect, basée à Amsterdam, filiale européenne à 100 % du Copyright Clearance Center créée en 2010, fournit des services de licence de droits d'auteur aux entreprises basées en Europe pour le contenu imprimé et numérique dans les livres, les revues, les journaux, les magazines et les images.
Le modèle de « licence collective » utilisé par la CCC est distinct de la licence légale, en ce sens qu'il est volontaire, par opposition à mandaté par la loi. En tant que modèle volontaire développé par l'industrie, CCC a été en mesure de développer et de lancer une variété de régimes de licences différents, ainsi que de plaider et de légiférer au nom des titulaires de droits. Les licences volontaires disponibles auprès du Copyright Clearance Center sont de deux types : répertoire (ou annuel) et transactionnel. Les systèmes de licence sont offerts par le biais de divers services, par exemple, aux entreprises (l'Annual Copyright License) ou aux institutions universitaires (l'Academic Permissions Service, entre autres). Grâce à ces mécanismes et à de nombreux autres mécanismes, la CCC perçoit des frais qui représentent des paiements de redevances, puis distribue périodiquement ces sommes aux titulaires de droits participants. La CCC couvre ses dépenses de fonctionnement en allouant une fraction de ces frais [réf. nécessaire].

## Produits
En 2000, CCC a lancé RightsLink, un produit qui gère les demandes automatisées d'autorisation et de réimpression.
CCC s'est ensuite étendu au domaine de la recherche, avec une suite collectivement connue sous le nom de RightFind . Pour étendre cela, la société a acquis Pubget, un moteur de recherche pour scientifiques, en 2012, bien qu'il ait ensuite été fermé en 2017. En 2014, la société a acquis Infotrieve, une société d'exploration de texte. En 2015, la société a annoncé que RightFind pouvait désormais permettre aux utilisateurs de rechercher des documents dans CCC, puis de les exporter vers un logiciel d'exploration de texte tiers, actuellement limité à Linguamatics ou SciBite.

## Lobbying et contentieux
CCC, avec l'Association of American Publishers (AAP), a recruté trois éditeurs (Oxford University Press, Cambridge University Press et Sage Publications) pour poursuivre Georgia State University, alléguant que le système de réserves électroniques de GSU violait le droit d'auteur. La CCC et l'AAP ont conjointement pris en charge les frais du litige dans l'affaire Cambridge University Press c. Becker, qui a coûté aux plaignants plusieurs millions de dollars pour plaider initialement,
Les plaignants ont perdu l'affaire et ont été condamnés à payer les frais juridiques du défendeur lorsque la Georgia State University a été considérée comme la "partie gagnante". Cependant, la décision de la "partie gagnante", les plaignants ont qualifié l'affaire de "vicié" mais pas de "perte" et ont néanmoins interjeté appel . Les honoraires des avocats ont été estimés par les plaignants comme "substantiels". La CCC a annoncé qu'elle continuera de financer 50 % des frais de justice en appel.
CCC a été impliqué dans le lobbying et les litiges pour étendre la portée du droit d'auteur, et est un membre fondateur de la Fédération internationale des organisations de droits de reproduction (IFRRO), qui a une position similaire.